# Homs
Homs ili  Hims (ar. حمص, Homs ili Ḥims; ranije grčki: Ἔμεσα, Emesa) je grad u zapadnoj Siriji i sjedište pokrajine Homs.  Smješten je na rijeci Oront i predstavlja glavni spoj između mediteranske obale i gradova u unutrašnjosti zemlje.
Homs se prvi put spominje u povijesti u 1. stoljeću. pod vlašću Seleukida. Kasnije je postao prijestolnica države pod vlašću Emesanske dinastije koja mu je dala ime. Ispočetka je bio pogansko središte kulta boga sunca El-Gabala, kasnije je pod Bizantincima postao važno kršćansko središte. U 7. stoljeću su ga osvojili muslimani i učinili sjedištem istoimenog distrikta. Zbog strateškog položaja su se u islamskom dobu za njega borile razne muslimanske dinastije. Pod otomanskom vlašću je počeo gubiti važnost da bi ju povratio u 19. stoljeću s bumom pamučne industrije.
Danas je Homs glavno industrijsko središte Sirije, te s oko 1.500.000 stanovnika treći po veličini grad u zemlji. Stanovništvo odaje vjersku raznolikost zemlje, iako većinu čine arabofonski suniti uz kršćansku manjinu. U gradu postoje brojne crkve i džamije, a u blizini je Krak des Chevaliers, lokalitet Svjetske baštine.

## Galerija
- Ulica Al-Dablan
- stari sat
- novi sat

## Vanjske poveznice
- eHoms - Službene stranice Homs.
- Homs Online - Informacije o gradu
- Emesa-net (arap.)